# Jagdgeschwader 111
A Jagdgeschwader 111 foi uma asa de treino de pilotagem de caças da Luftwaffe, durante a Alemanha Nazi. Foi formada no dia 19 de Julho de 1944 em Roth, a partir de partes do FFS B 13. No dia 15 de Outubro de 1944, a unidade foi extinta para formar o II./JG 104.